# 林秉恩
林秉恩，SBS，JP（1952年6月13日—），香港社會醫學專科醫生，曾經擔任衞生署署長兼醫療輔助隊總監。
2010年6月，立法會政府帳目委員會指出林秉恩和食物及衞生局局長周一嶽對藥物規管及監控未有足夠重視，對此表示極度遺憾，並且予以譴責；委員會主席黃宜弘指出衞生署犯下多宗罪過，未能夠保障市民健康，林秉恩難辭其咎。

## 背景
林秉恩早年就讀蘇浙公學，中五畢業後往聖芳書院升讀預科。他其後在1977年畢業於香港大學醫學院，取得內外全科醫學士學位。1978年7月加入政府任職政府醫院醫生，1984年1月升為高級醫生，1990年7月升為首席醫生。直至1994年5月，他獲晉升為衞生署助理署長。1996年6月升為衞生署副署長，及任衞生署行政事務主管負責衞生規例、肺結核病及愛滋病預防計劃等事務。在2003年沙士爆發期間，林秉恩曾協助負責推行公共衞生控制措施。不久於同年8月21日接替陳馮富珍兼任衞生署署長及醫療輔助隊總監。及至2012年6月12日，由陳漢儀接任其崗位。離開公務員團隊後，林秉恩於2020年7月15日獲委任為卓珈控股集團有限公司（1827.HK）董事會執行董事。

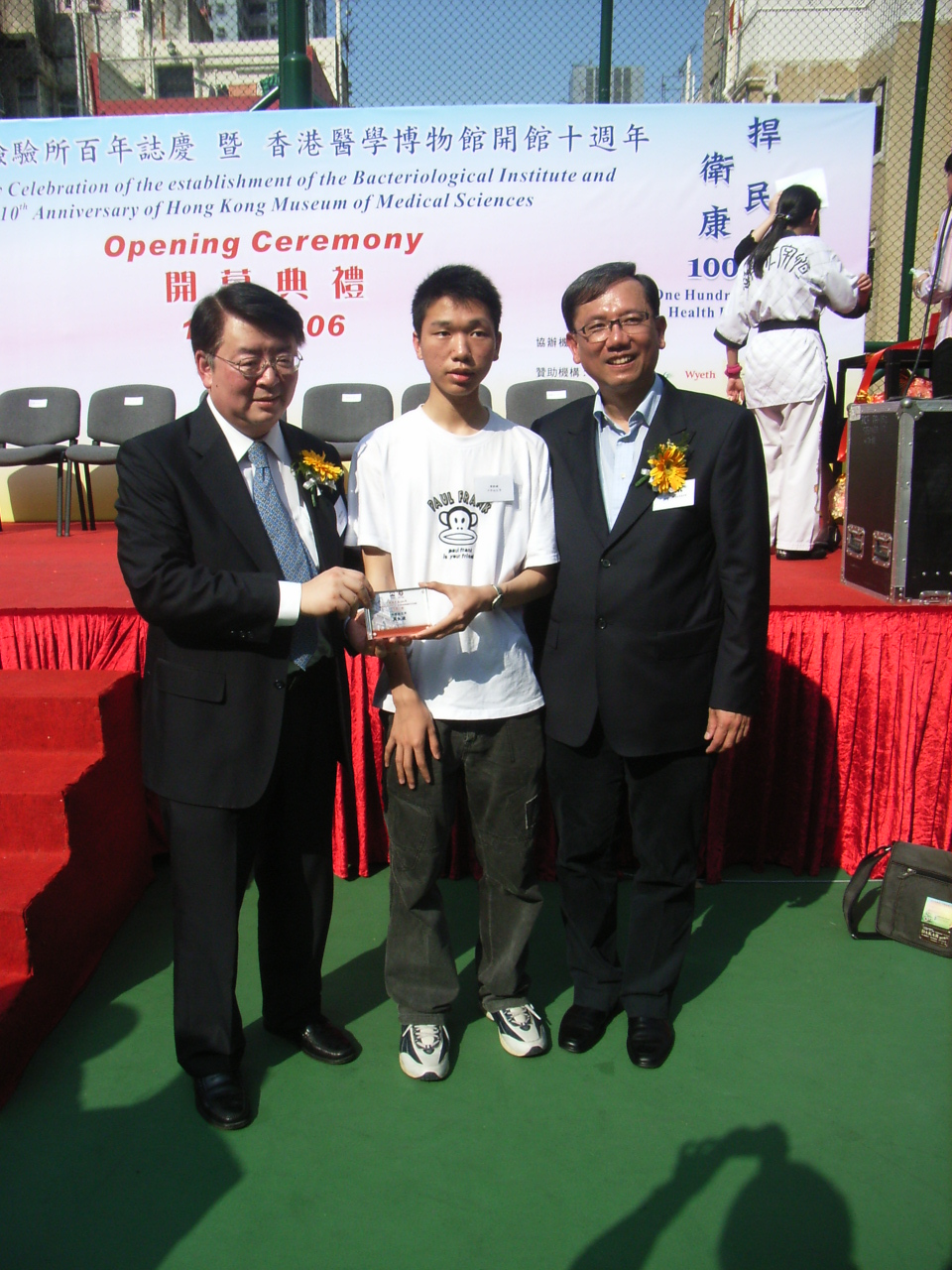
衞生署署長林秉恩及香港醫學博物館董事勞永樂在香港醫學博物館開幕十週年典禮上